# صم وير
صم وير (Somewhere)، هي منظمة إبداعية متعددة التخصصات مقرها المملكة المتحدة، تأسست في عام 2001 من قبل الفنانين وصانعي الأفلام كارين جوثري (مواليد 1970) ونينا بوب (مواليد 1968). فازا عام 2007 بأول جائزة للفنون الشمالية.
بعد الدراسة معًا في كلية إدنبرة للفنون، أكمل بوب وجوثري درجة الماجستير في لندن وبدأا التعاون كفنانين في عام 1995، بتركيبهما "صم وير أوفر ذا تي في" (Somewhere Over the TV) في معرض جماعي في إدنبرة ، ثم تلاهما رحلتهما المباشرة عبر الإنترنت "مجلة النص الفائق" في آذار / مارس 1996. وللمنظمة شراكات على المدى الطويل منها مع الملحن تيم اولدن والتقني دارون موري .

## السينما العائمة
عام 2010، تم دعوة "صم وير" كضيف لبرمجة وإنشاء محتوى للسينما العائمة، وهي جزء من سلسلة بورتافيليون للمشاريع الثقافية المؤقتة في لندن. تقع السينما العائمة في زورق ضيق مخصص صممه المهندس المعماري ستديو ويفز وكانت عبارة عن لجنة تابعة لهيئة التنمية الأولمبية تجري في صيف 2011 على القنوات في الطرف الشرقي من لندن. كان من بين المتحدثين الضيوف وفناني الأداء على متن السفينة المحاور الأولمبي إيان سينكلير ، والمذيع مايكل سميث (الذي عرض فيلمه الأول كمخرج ، دريفت ستريت ، على متن السفينة) وكاتب الطبيعة ريتشارد مابي.
تم إعادة تشغيل المشروع من قبل قائمة الإرث (المؤسسة الخيرية التي قادت تحول المتنزه الأولمبي السابق لعام 2012) لإعادة إطلاقه في عام 2013 بسفينة جديدة صممها المهندس المعماري اللندني دوجان موريس.

## جايويك ينجو
الفيلم الوثائقي الطويل الثالث من إنتاج وإخراج جوثري وبوب تم تصويره أيضًا من قبل المخرجين في تشرين الثاني من عام 2010. يعرض هذا الفيلم في الغلاف الجوي قصص مجموعة من سكان بلدة جايويك الساحلية المنكوبة في إسيكس والتي تم الاستشهاد بها في الإحصاءات الحكومية على أنها أكثر الأماكن حرمانًا في بريطانيا وتم عرض الفيلم لأول مرة في شيفيلد دوك / فيست في صيف 2012.

## كيف سيكون الحصاد؟
في عام 2008 حصلت "صم وير" على عمولة عامة كبيرة من مقاطعة لندن بورو في نيوهام لتجديد موقع قاحل مع وضع النصب القديم المجدول بالقرب من موقع أولمبياد 2012 في شرق لندن. الاقتراح الناتج - كيف سيكون الحصاد؟ - أصبح مشروعًا كبيرًا لإنشاء حديقة حصاد غير منظمة ومتاحة للجمهور حيث يمكن لأي شخص زراعة الخضروات والزهور وحصادها. العمل مع مجموعة من السكان النشطين ، "أصدقاء حدائق الدير" من ربيع عام 2009 ، أطلال مساكن من القرن التاسع عشر و سسترسن من القرون الوسطى، وتم تحويل قطعة الأرض بأسرّة مرتفعة مخصصة تقدم 1000 متر طولي مساحة متنامية. تأثر تصميم الحديقة بالبحث التاريخي (على سبيل المثال ، معسكر مثلث وإرث حدائق سسترسن) ويتضمن العديد من العناصر المصممة خصيصًا والتي تخلق مساحة عامة مذهلة. كيف سيكون الحصاد؟ بدأ كمشروع مؤقت خاص بالموقع ، وقام مكان ما أيضًا بإنشاء تصميم دائم للموقع. لا توجد خطط لتنفيذ المخطط الدائم. تدير FOAG الآن الحديقة ، وتنظم فعاليات متنوعة للمجتمع والزوار.

## العيش مع عائلة تيودور
تتويجًا لأربع سنوات قضاها متخفيًا داخل مشهد إعادة التمثيل التاريخي للمملكة المتحدة ، "العيش مع عائلة تيودور" هو فيلم وثائقي طويل تم تصويره بالكامل داخل تيودور عام 2007 (القرن السادس عشر) "إعادة الإنشاء" في قاعة كنتويل في ريف سوفولك. من بين 500 متطوع يقضون عطلاتهم الصيفية في إعادة ابتكار كل جانب من جوانب الحياة الإنجليزية في القرن السادس عشر ، يلتقي الفيلم بنواة من إعادة تمثيل مخلصين وقائيين تشكل قصصهم الواقعية نقطة مقابلة رائعة لأدوار تيودور التي اختاروها. من خلال رعاية الآلاف من الزوار الذين يدفعون الثمن والذين يبقون كينتويل واقفة على قدميها، كان مالكها باتريك فيليبس قائدًا أبويًا بعيدًا يصف النظارات الملحمية بأنها لعبته.

## باتا فيل: لسنا خائفين من المستقبل
في عام 2005، شاركت "صم وير" في إنتاج أول فيلم روائي طويل لبوب وجوثري، فيلم وثائقي غير تقليدي عن السفر "باتا فيل: نحن لسنا خائفين من المستقبل"، والذي تم اختياره لمهرجان أدنبرة السينمائي الدولي لعام 2005. يتابع الفيلم مجموعة من عمال مصنع أحذية باتا السابقين يسافرون من المملكة المتحدة إلى زلين في جمهورية التشيك في رحلة مجانية بالحافلة يستضيفها الفنانون يرى الفيلم أنهم يزورون أصول إمبراطورية الأحذية العالمية التي أنشأها رجل الأعمال التشيكي توماس باتا في أوائل القرن العشرين، بحثًا عما يمكن أن تعنيه مقولته "لسنا خائفين من المستقبل" في أوروبا المتغيرة. نشأ الفيلم بتكليف من وكالة اللجان الشرقية وأصبح المشروع منذ ذلك الحين معيارًا لنوع الفن العام المعاصر. تم عرض باتا فيل في العديد من المهرجانات والأماكن الفنية ، بما في ذلك في  تيت بريطانيا ومهرجان SXSW (أوستن ، تكساس) 2006 ومهرجان Zlin السينمائي 2006.

## تلفزيون سوانسونغ
في عام 2002 ، أنتجت "صم وير" مشروع الفن الإعلامي المبتكر "تلفزيون سوانسونغ"، وهو أول بث مباشر على شبكة الإنترنت في المملكة المتحدة لمشاريع الفنانين التي تم تكليفها خصيصًا لشبكة الويب العالمية، والتي اتخذت موضوعها زوال التلفزيون في عصر الوسائط المتقاربة. ومن الفنانين المميزين غراهام فاجن وجوردان بيسمان وجيسيكا فورسنجر وزوي والكر ونيل برومويتش وروري هاميلتون وجون روجرز وكريس هيلسون وجورجيو سادوتي.

## بث / (29 حاج، 29 حكاية)
في عام 1999 ، نظم بوب وجوثري نسخة معاصرة من حكايات كانتربري لجيفري تشوسر ، والتي كانت حدث تيت مودرن (بانكسايد) السنوي لعام 1999.
لهذا الحدث ، اختاروا 29 شخصًا للعمل كحجاج ، وفي 11 سبتمبر ، قاموا ببث موازين الحجاج مباشرة في سوق بورو في ساوثوارك ، بالإضافة إلى بثها عبر الإنترنت من هذا الموقع على الإنترنت. أصبح الموقع الآن سجلاً لأحداث اليوم ، ويحتوي على جميع حكايات ومقدمات الحجاج. يحتوي الموقع على فهرس ، "ترتيب اليوم" وهناك رابط إلى الصفحة الرئيسية لكل حاج ، مع تفاصيل الرحلات التي قاموا بها إلى الوجهات التي اختاروها خلال فترة المشروع البالغة 24 ساعة.
كانت حكايات المساهمات كالتالي: حكاية الصياد ، حكاية الشاعر ، حكاية الفنان ، فاصلة ، حكاية المستشار الإداري ، حكاية قارئ التاروت ، حكاية الأبرشية ، حكاية العالم ، فاصلة ، حكاية فان درايفر ، حكاية أناليساند ، حكاية الصديق ، حكاية بونتر، حكاية المستشار ، حكاية الراهبة ، حكاية صانع الكمان ، حكاية المعالج الضوئي ، حكاية الكاتب ، فاصلة ، حكاية الباحث ، حكاية الغواص ، حكاية المدير البيئي ، فاصلة ، حكاية الراكب ، حكاية المتسوق ، حكاية ديليتانتي.
في نهاية الـ 24 ساعة ، كان هناك وليمة عندما التقى جميع الحجاج في سوق بورو ، وتناولوا الطعام وتحدثوا عن تجاربهم.